# Futurismo

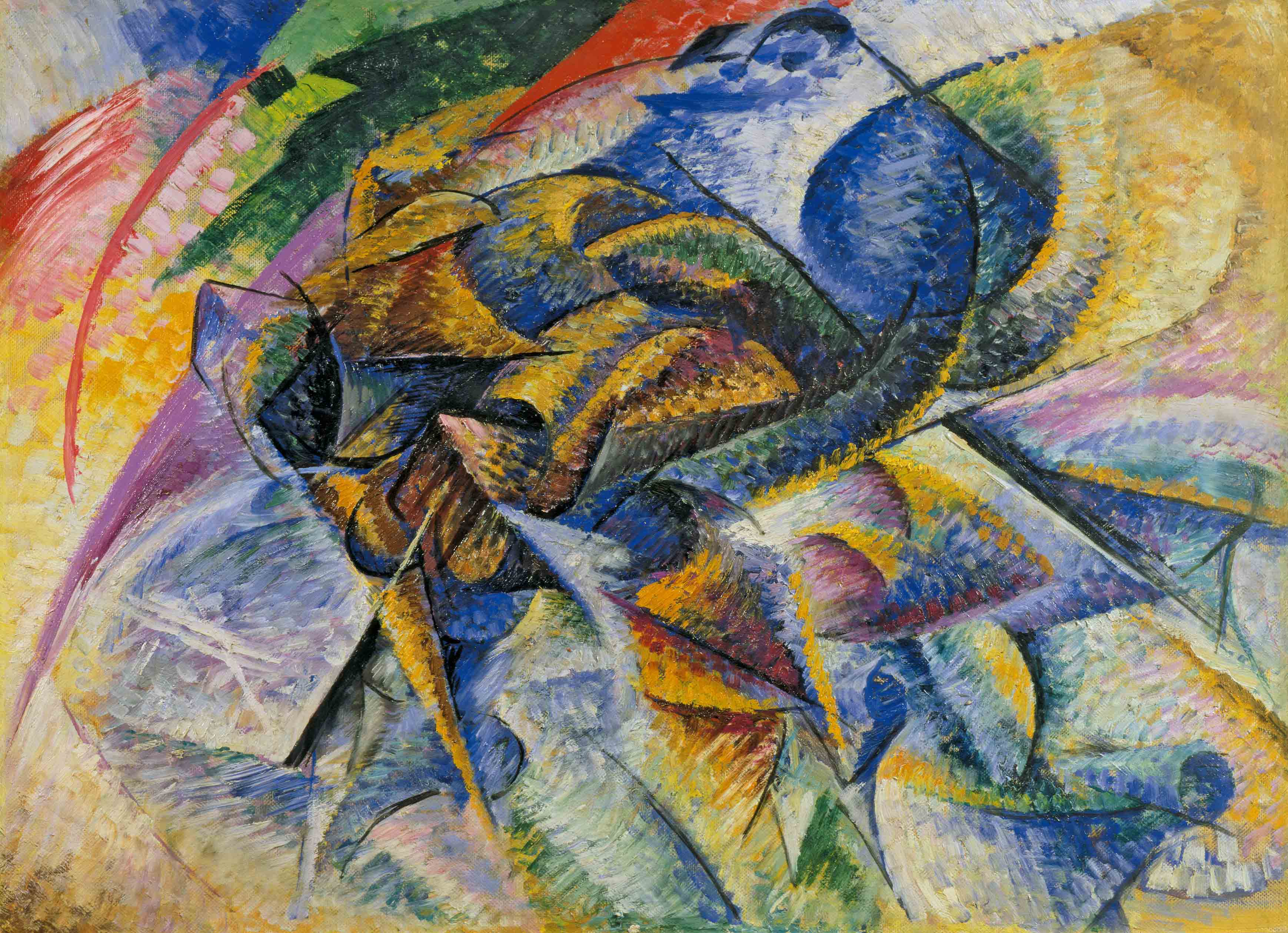
Umberto Boccioni, Dinamismo de un ciclista, 1913, Museo Guggenheim de Venecia.

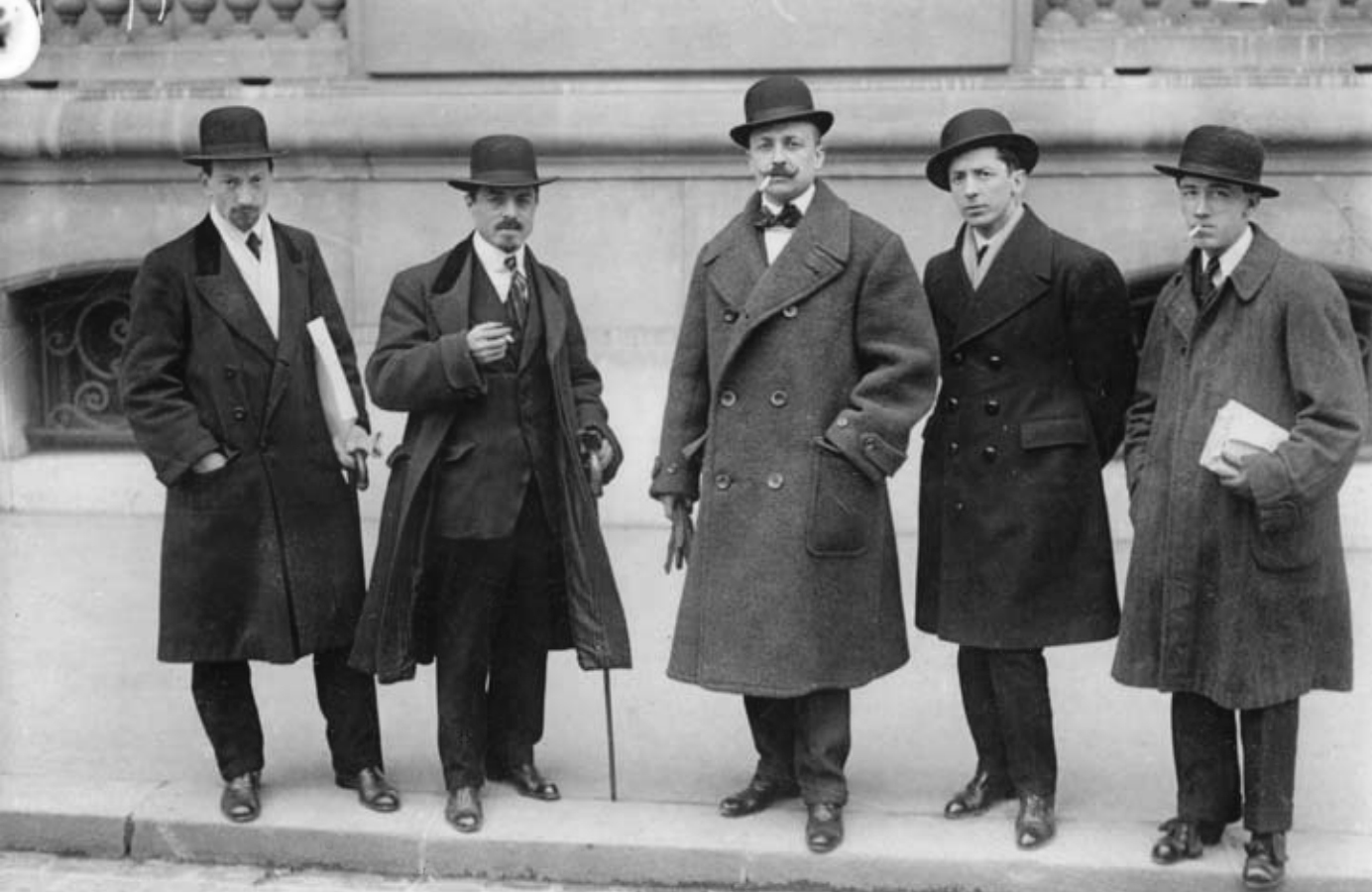
Los futuristas italianos Luigi Russolo, Carlo Carrà, Filippo Tommaso Marinetti, Umberto Boccioni y Gino Severini en frente de Le Figaro, en París, el 9 de febrero de 1912.

El futurismo es un movimiento de las corrientes de vanguardia artística, fundado en Italia por Filippo Tommaso Marinetti, quien redactó el Manifiesto del Futurismo, publicado el 5 de febrero de 1909, en el diario  Gazzetta dell'Emilia de Bolonia. 

Nosotros afirmamos que la magnificencia del mundo se ha enriquecido de una belleza nueva: la belleza de la velocidad. Un automóvil de carreras, con su radiador adornado de gruesos tubos parecidos a serpientes de aliento explosivo... un automóvil que ruge, que parece correr sobre la metralla, es más bello que la Victoria de Samotracia.
Marinetti, febrero 1909

## Historia

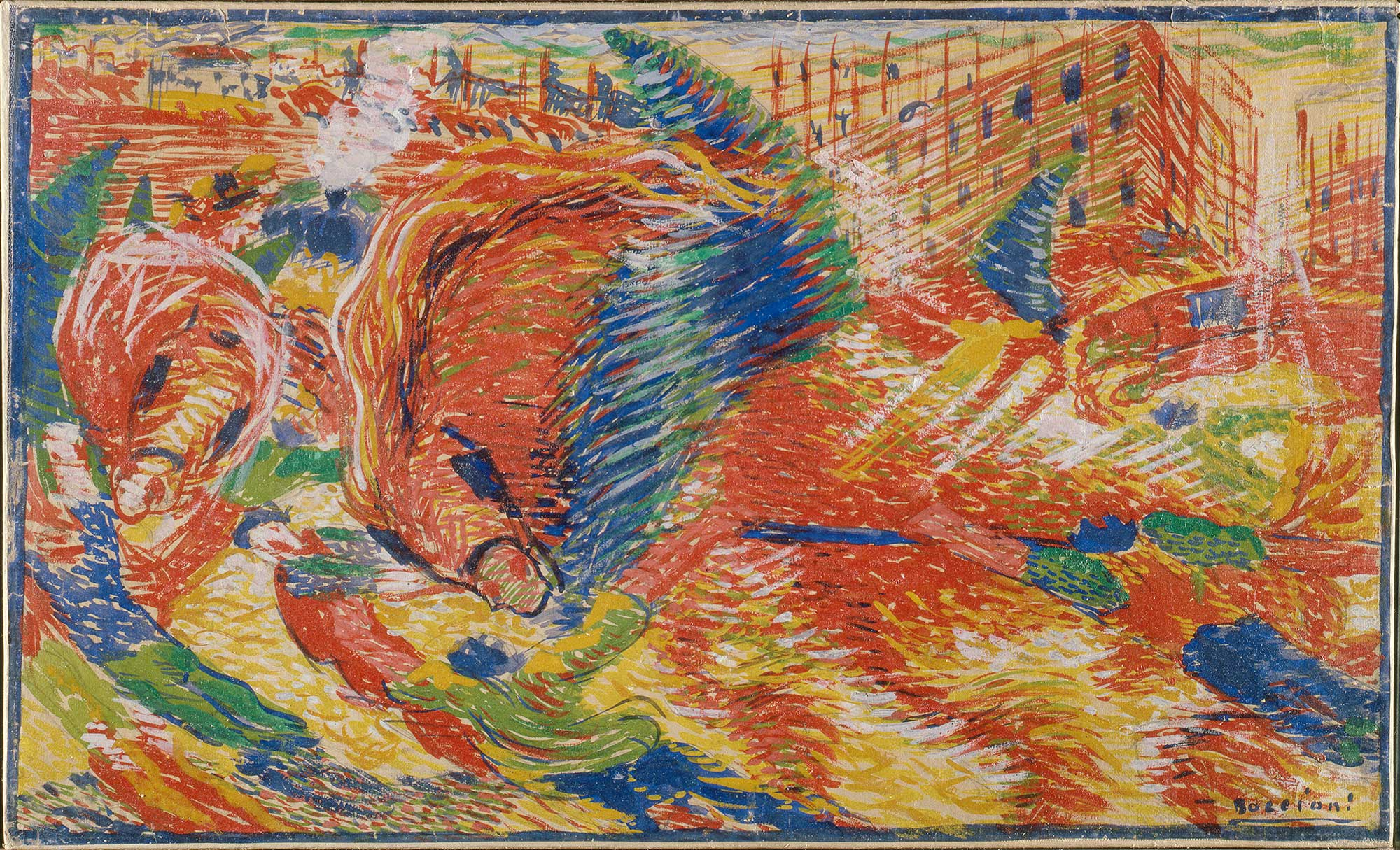
Umberto Boccioni, boceto para La ciudad se levanta (1910).

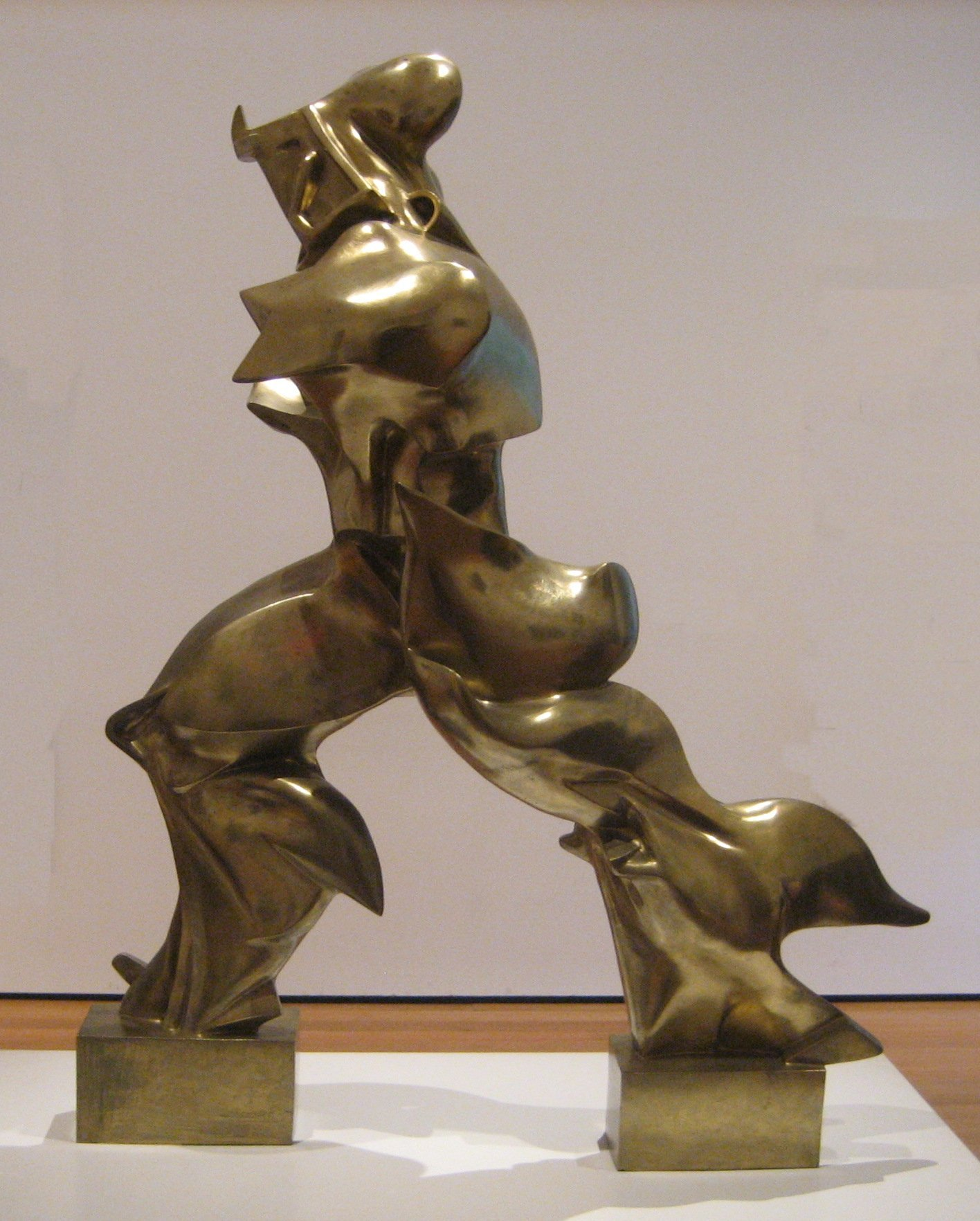
Umberto Boccioni, Formas únicas de continuidad en el espacio (1913).

El futurismo surgió en Milán, Italia, impulsado por Marinetti. Este movimiento buscaba romper con la tradición, el pasado y los signos convencionales que la historia del arte consideraba como elementos principales a la poesía, el valor, la audacia y la revolución, ya que se pregonaba el movimiento agresivo, el insomnio febril, el paso gimnástico, el salto peligroso y la bofetada irreverente. Tenía como postulados: la exaltación de lo sensual, lo nacional y guerrero, la adoración de la máquina, el retrato de la realidad en movimiento, lo objetivo de lo literario y la disposición especial de lo escrito, con el fin de darle una expresión plástica. 
Rechazaba la estética tradicional e intentó ensalzar la vida contemporánea, basándose en sus dos temas dominantes: la máquina y el movimiento. Se recurría, de este modo, a cualquier medio expresivo (artes plásticas, arquitectura, urbanismo, publicidad, moda, cine, música, poesía) capaz de crear un verdadero arte de acción, con el propósito de rejuvenecer y construir un nuevo orden en el mundo. 
El futurismo es un movimiento fundamentalmente italiano. El poeta italiano Marinetti recopiló y publicó en el diario francés "Le Figaro" los principios del futurismo en el Manifiesto futurista el 20 de febrero de 1909. Al año siguiente los artistas italianos Giacomo Balla, Umberto Boccioni, Carlo Carrà, Luigi Russolo y Gino Severini firmaron el Manifiesto de los pintores futuristas.
El futurismo procede directamente del cubismo, incluso los primeros cuadros, son de pleno derecho, cubistas, pero evolucionan rápidamente hacia una estética diferenciada, debido a su obsesión por representar la velocidad. Además, incluso la línea que utilizaban procedía directamente del Divisionismo. 
El futurismo es el primer movimiento artístico que se organiza como tal, se reconoce y se define en 1909 a través del Manifiesto futurista. Se busca el escándalo, se admira la velocidad y la tecnología, las señas de identidad del mundo moderno y pretende romper con el pasado. Nada del pasado merece la pena ser conservado. Condenan los museos, a los que consideran como cementerios. Pretenden, y valoran, la originalidad por encima de todo.

«Los objetos en movimiento se multiplican y se distorsionan como vibraciones a través del espacio.»
Fragmento del Manifiesto futurista

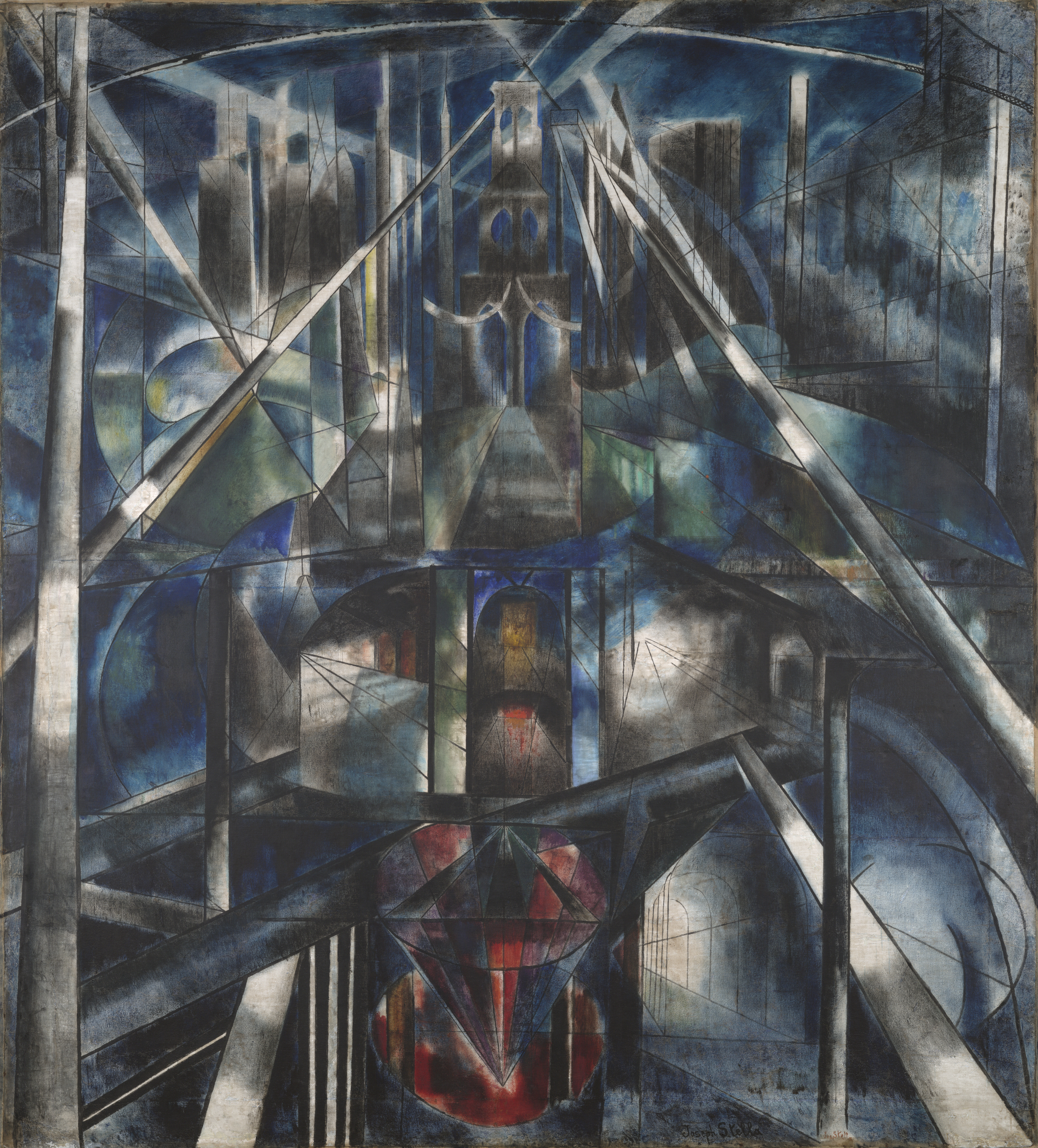
Joseph Stella, 1919-20, Puente de Brooklyn, óleo sobre lienzo, 215,3 x 194,6 cm, Galería de Arte de la Universidad de Yale.

Sus obras se caracterizan por el color y las formas geométricas, y la representación del movimiento y la velocidad, para ello representan los objetos sucesivamente, pintándolos en varias posiciones, o emborronándolos, un código que se ha popularizado en los cómics y los dibujos animados. Tienden a utilizar colores puros. El futurismo llegará a la abstracción a través del rayonismo.
Los futuristas eran además muy patrióticos. Por su carácter agresivo -"No puede haber belleza sin lucha"- y por el hecho de aclamar la guerra como la única higiene del mundo, cuando estalló la Primera Guerra Mundial la mayoría de ellos se fue al frente para luchar y, desafortunadamente, sin volver nunca. Entre los que murieron destacan Antonio Sant'Elia y Umberto Boccioni. El conflicto fue letal para el movimiento: algunos de los artistas que no murieron en guerra se alejaron del futurismo, la herencia de Boccioni pasó a Giacomo Balla y el centro operativo de Milán a Roma. En 1944, año de la muerte de Marinetti, se concluye finalmente la experiencia futurista que ya desde hace unos años se había comprometido con la academia, traicionando la inicial alma rebelde. El mismo Marinetti, no obstante continuase a declararse contrario a lo que él llamaba "passatismo", aceptó en 1929 la nombración de académico de Italia por parte del régimen fascista.

## Características

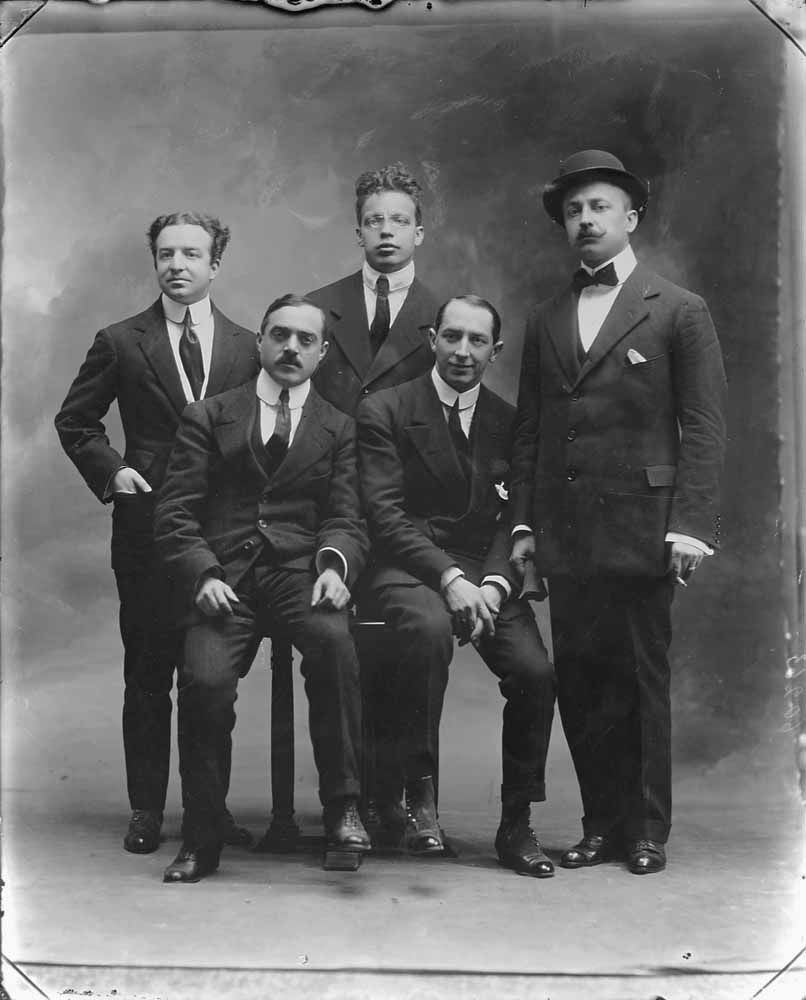
Aldo Palazzeschi, Carlo Carrà, Giovanni Papini, Umberto Boccioni y Filippo Tommaso Marinetti, 1914.

Entre las características que nos pueden permitir clasificar el movimiento podemos destacar las siguientes:
- Exaltación de la originalidad.
- Estructuras del movimiento: tiempo, velocidad, energía, fuerza, etc.
- Contenido relacionado con el mundo moderno, las ciudades y los automóviles, su bullicio y dinamismo. Así como máquinas, deportes, guerra, etc.
- Utilización de formas y colores para generar ritmos.
- Colores resplandecientes.
- Transparencias.
- Multiplicación de líneas y detalles, semejantes a la sucesión de imágenes de un caleidoscopio o una película.

## Los futuristas italianos

### Escultura futurista

Joseph Stella, Battle of Lights, Coney Island, 1913-14, óleo sobre lienzo, 195,6 × 215,3 cm (77 × 84,75 in), Galería de Arte de la Universidad de Yale, New Haven, CT.

En las esculturas futuristas también se intenta representar el movimiento. Para ello los planos se desarrollan en el espacio. Los pintores futuristas son, generalmente, también escultores. Destaca Umberto Boccioni, quien más cultivó la escultura. 
El futurismo se caracterizó por el intento de captar la sensación de movimiento. Para ello superpuso acciones consecutivas, una especie de fotografía estroboscópica o una serie de fotografías tomadas a gran velocidad e impresas en un solo plano. Ejemplos destacados son el Jeroglífico dinámico de Bal Tabarin (1912, Museo de Arte Moderno, Nueva York) y el Tren suburbano (1915, Colección Richard S. Zeisler, Nueva York), ambos de Gino Severini.

### Fotografía futurista

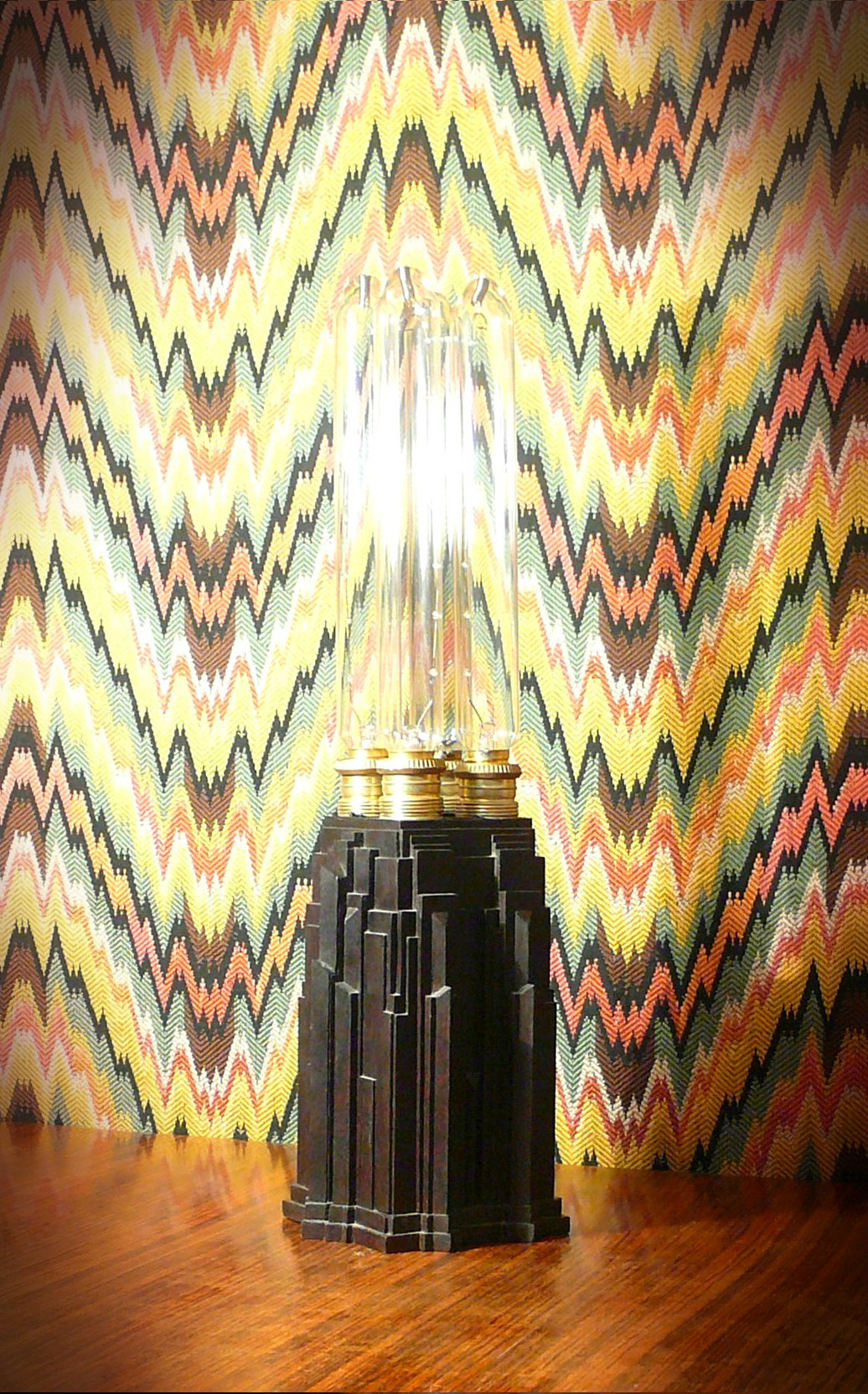
Un ejemplo de diseño futurista: "Lámpara de rascacielos", del arquitecto italiano Arnaldo dell'Ira, 1929.

En el campo de la fotografía destacaron los hermanos Bragaglia y sus imágenes movidas, que ofrecen tiempos sucesivos y trayectoria de los gestos, como en Carpintero serrando o en Joven meciéndose.
En 1914 se presentaron también los primeros dibujos sobre una ciudad moderna de Antonio Sant'Elia y Mario Chiattone. Sant'Elia presentó ese mismo año su Manifiesto de la arquitectura futurista, un proyecto utópico que cristalizó en las imágenes de la Ciudad Nueva: la nueva medida ya no era el edificio, sino la estructura urbana, y apostaba, además, por las nuevas tipologías, como estaciones de trenes y aeroplanos, centrales eléctricas, casas escalonadas con ascensores… Se trataba de un nuevo mundo vertical y mecánico, conectado a través de redes de ascensores de hierro y cristal.
Aunque el futurismo tuvo una corta existencia, aproximadamente hasta 1944 -acabado con la muerte de Marinetti- su influencia se aprecia en las obras de autores canónicos como Marcel Duchamp, Fernand Léger y Robert Delaunay en París, así como en el definitivo constructivismo ruso. 
En 1915 algunos de los representantes del futurismo, como Marinetti y Sant'Elia, se enrolaron en un batallón de voluntarios, de acuerdo con el punto nueve de su decálogo fundacional, donde se ensalzaba la guerra "como la única higiene del mundo". Algunos de ellos murieron, como Sant'Elia, y los demás radicalizaron sus posiciones, como la conocida conversión al fascismo en las elecciones de 1919.

### Música futurista

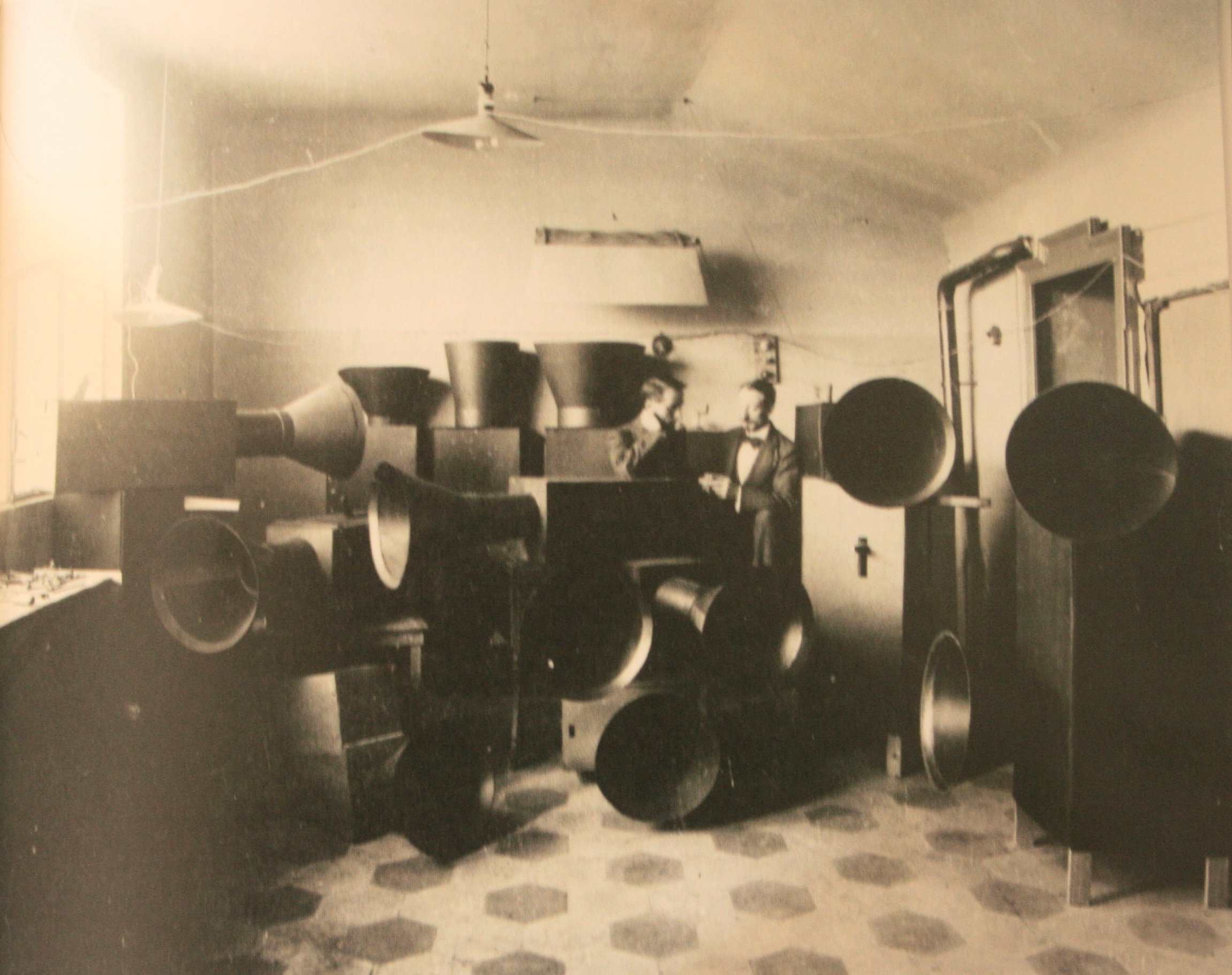
Luigi Russolo con sus Intonarum

La música futurista introdujo sonidos experimentales inspirados en la maquinaria, e influyó en varios compositores del siglo XX. Según Rodney Payton, "al principio del movimiento, el término 'futurismo' se utilizó incorrectamente para definir vagamente cualquier tipo de esfuerzo de vanguardia; en inglés, el término se utilizó para etiquetar a un compositor cuya música se consideraba 'difícil'".
El músico Francesco Balilla Pratella se unió al movimiento en 1910 y escribió el Manifiesto de los músicos futuristas (1910), el Manifiesto técnico de la música futurista (1911) y La destrucción de la cuadratura (Distruzione della quadratura), (1912). En El manifiesto de los músicos futuristas, Pratella atrajo a los jóvenes, al igual que Marinetti, porque solo ellos podían entender lo que tenía que decir. Pratella se jactó del premio que había ganado por su obra musical futurista, La Sina d’Vargöun, y del éxito de su primera interpretación en el Teatro Comunale de Bolonia en diciembre de 1909, lo que lo colocó en posición de juzgar la escena musical. Según Pratella, la música italiana era inferior a la música extranjera. Elogió el "genio sublime" de Wagner y vio cierto valor en la obra de Richard Strauss, Debussy, Elgar, Mussorgsky, Glazunov y Sibelius. Por el contrario, la sinfonía italiana estaba dominada por la ópera en una "forma absurda y antimusical". Los conservatorios alentaron el atraso y la mediocridad. Los editores perpetuaron la mediocridad y el dominio de la música con las óperas "raquíticas y vulgares" de Puccini y Umberto Giordano. El único italiano al que Pratella podía elogiar era a su maestro Pietro Mascagni, porque se había rebelado contra los editores e intentado innovar en la ópera, pero incluso Mascagni era demasiado tradicional para los gustos de Pratella.
Russolo y los intonarumori
Luigi Russolo (1885-1947) fue un pintor y músico autodidacta italiano. En 1913 escribió El arte de los ruidos. Russolo y su hermano Antonio utilizaban instrumentos a los que llamaban "intonarumori", que eran generadores de ruido acústico que permitían al intérprete crear y controlar la dinámica y el tono de varios tipos diferentes de ruidos.
Russolo y Marinetti dieron el primer concierto de música futurista, completo con intonarumori, en abril de 1914 (causando un motín). El programa estaba compuesto por cuatro "redes de ruidos", pero los conciertos posteriores en Europa se cancelaron debido al estallido de la Primera Guerra Mundial.

### Estética

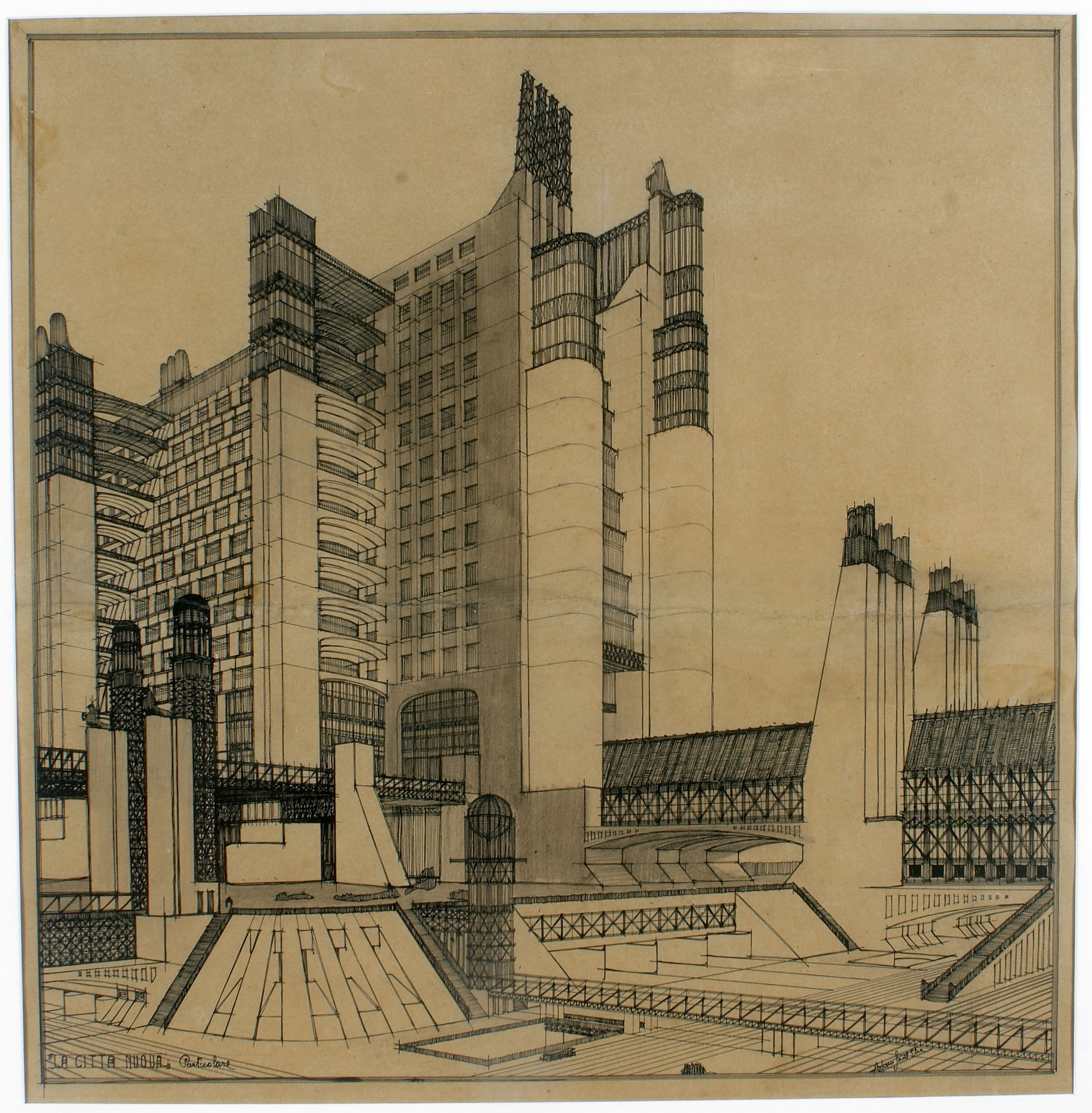
Un ejemplo de arquitectura futurista de Antonio Sant'Elia.

Marinetti concibió esta nueva estética, inspirado en la patafísica de Alfred Jarry, en Remy de Gourmont y en procedimientos estilísticos, que este movimiento literario, no asumió, respecto de ninguna tradición formal, ni cultural previa. El futurismo fue llamado así por su intención de romper absolutamente con el arte del pasado (el llamado pasadismo), y por considerar que los museos, en especial en Italia, eran sitios equivalentes a los cementerios, donde la tradición artística común lo impregnaba todo.
Según Marinetti, había que hacer tabla rasa del pasado y crear un arte nuevo, desde cero, acorde con la mentalidad moderna y las nuevas realidades, tomando como modelo a las máquinas y sus virtudes: la fuerza, la rapidez, la velocidad, la energía, el movimiento, la deshumanización.
En la literatura, el futurismo abjura completamente del pasado y alienta a no respetar la métrica. Asimismo, intenta sustituir los nexos por notaciones algebraicas y buscar un léxico radicalmente hecho de tecnicismos y barbarismos plagado de infinitivos, exclamaciones e interjecciones que denotan energía y libertad.
El llamado teatro sintético del futurismo es el espacio en el cual las acciones ocurren a una velocidad vertiginosa, con tramas de no más de diez minutos, y donde se ocultan las presencias humanas, y solo se ven los pies de los actores, cuyas figuras se adivinan por metonimia.
Entre sus postulados se dignifica la guerra como una fórmula para el sanamiento de un mundo anacrónico y decrépito, y proscribe la argumentación sentimental o anecdótica.
Con el correr de los años, Marinetti fue politizando el movimiento, hasta coincidir con las tesis del fascismo, en cuyo partido ingresó en 1919.
El futurismo fue un movimiento fundamentalmente italiano y de carácter literario (Marinetti), aunque tuvo expresiones importantes en la plástica (el pintor argentino Emilio Pettoruti y los pintores italianos Gino Severini, Carlo Carrà, Giacomo Balla o el escultor Umberto Boccioni). También tuvo adherencias en otras manifestaciones artísticas, en arquitectura (Antonio Sant'Elia) y en la música (el ruidismo del compositor Luigi Russolo, antecedente directo de la llamada música concreta).

### Lista de futuristas
- Giacomo Balla (1871-1957). Investigó los problemas de la luz y el color. Obras destacadas: Los ritmos del arco, Dinamismo de un perro con correa, Niña corriendo en un balcón, Vuelo de golondrinas, Lámpara eléctrica.
- Umberto Boccioni (1882-1916). Intentó representar los estados anímicos y el movimiento. Entre sus obras destacan: Dinamismo de un ciclista, Dinamismo de una cabeza de hombre, Dinamismo de una cabeza de mujer, La ciudad que crece.
- Vittorio Bodini
- Anton Giulio Bragaglia
- Giuseppe Caselli
- Mario Carli
- Carlo Carrá (1881-1966). Quedó fascinado por la tecnología y los espectáculos nocturnos. Entre sus obras destacan: Los funerales del anarquista Galli, Penélope o Ídolo hermafrodita.
- Mario Chiattone[3]
- Giulio D'Anna
- Quirino De Giorgio[4]
- Fortunato Depero
- Gerardo Dottori
- Julius Evola
- Filippo Tommaso Marinetti
- Bruno Munari
- Luigi Russolo (1885-1947). Fue el que más se acercó a la abstracción. Entre sus obras destacan: Perfume, La música, Recuerdos de una noche.
- Alberto Sartoris
- Antonio Sant'Elia
- Gino Severini: (1883-1966). Autorretrato, La bailarina obsesionante, Norte-Sur, Bailarina azul.

## El futurismo en otros países

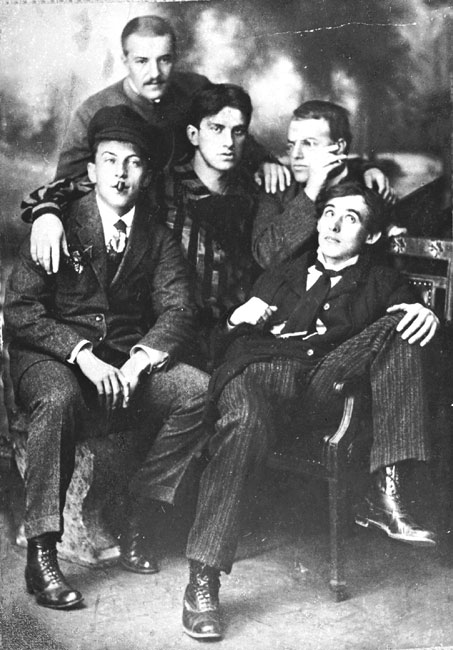
Fotografía grupal de varios futuristas rusos, publicada en su manifiesto A Slap in the Face of Public Taste. De izquierda a derecha: Aleksei Kruchyonykh, Vladimir Burliuk, Vladimir Mayakovsky, David Burliuk y Benedikt Livshits.

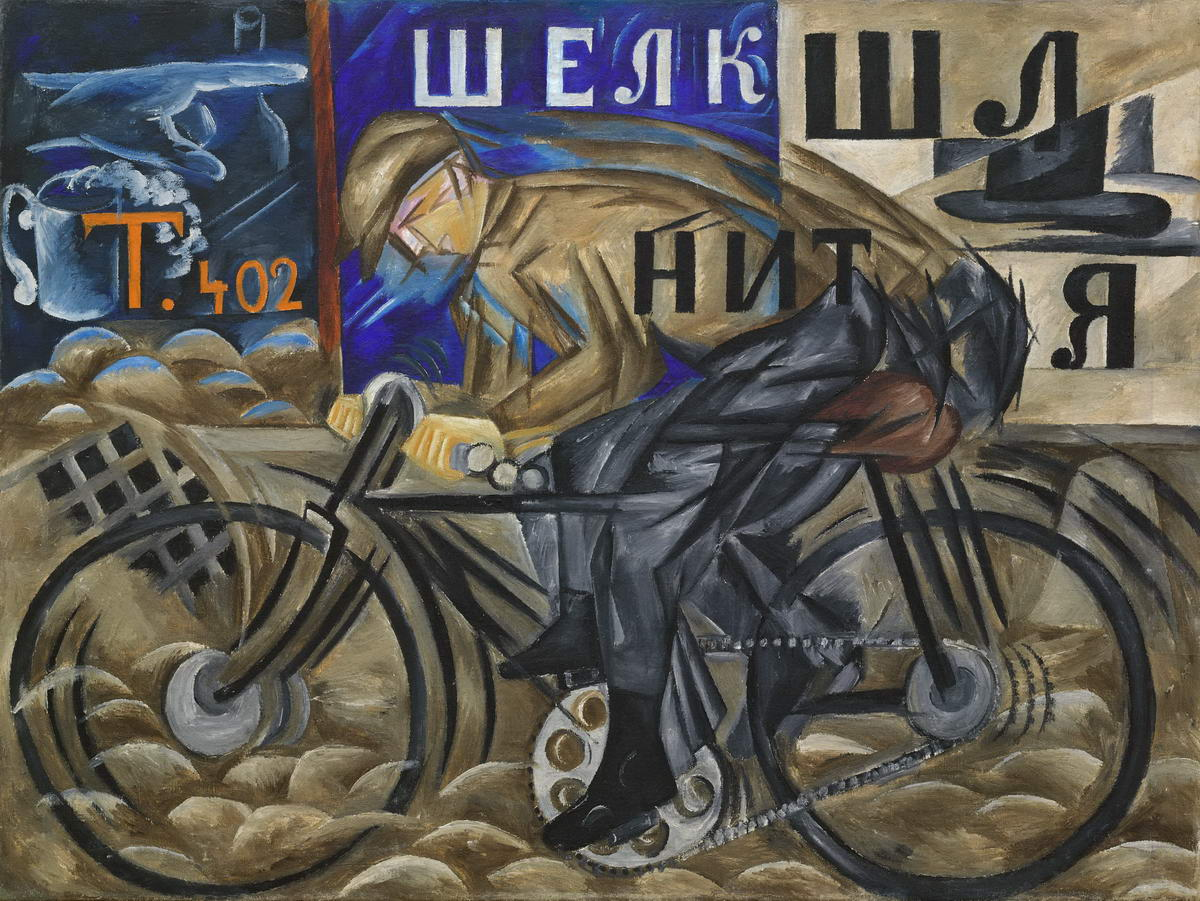
Natalia Goncharova, Ciclista, 1913

El futurismo tuvo sus más notables seguidores en otras naciones, como Rusia donde el fenómeno se conoce como futurismo ruso (los poetas Vladímir Maiakovski, Velimir Jlébnikov y Alekséi Kruchiónyj - este último creador del "lenguaje transmental", en ruso за́умь, зау́мный языk o záum, zaúmny iazyk, zaum -, y otros), en Bélgica (el escritor Émile Verhaeren), en Portugal (Fernando Pessoa, quien divulgó el movimiento a través de la revista Orpheu, 1915), en España (el poeta Joan Salvat-Papasseit) y en el Río de la Plata, donde algunos poetas reflejaron temporalmente la influencia de la corriente, por influjo de la primera visita de Marinetti al Cono Sur, en 1926. Marcos Fingerit, Brandán Caraffa y Alberto Hidalgo, en Buenos Aires, y Alfredo Mario Ferreiro y Juan Parra del Riego, en Montevideo.
En el siglo XXI, han surgido en América Latina dos movimientos inspirados en el futurismo: el amazofuturismo y el futurismo indígena.

## Trascendencia del futurismo
La importancia que tuvo el futurismo, más allá de sus méritos artísticos, consistió en crear una estética desde cero, con lo que se hizo posible una profunda renovación de las técnicas y principios artísticos, cuyas repercusiones aún se sienten. Fue uno de los primeros "ismos" o vanguardias artísticas, y su valor como movimiento de ruptura allanó el camino a otras corrientes que refrescaron el panorama artístico en los albores del siglo XX.
Muchas de sus técnicas para "figurar, con medios estáticos, el movimiento real" han sido incorporadas también al lenguaje de la historieta moderna.

## Webgrafía
De la destrucción al ruido… Un siglo de música futurista, por J. A. Bielsa
- De la destrucción al ruido… Un siglo de música futurista (1): Fundamentos, en InfoHispania
- De la destrucción al ruido… Un siglo de música futurista (2): Exponentes, en InfoHispania
- De la destrucción al ruido… Un siglo de música futurista (y 3): Herederos, en InfoHispania